# Кравецкий, Пётр Демьянович
Петр Демьянович Кравецкий (26 августа 1918 — ?) — советский деятель, 1-й секретарь Макеевского горкома КПУ, секретарь Полтавского обкома КПУ. Кандидат в члены ЦК КПУ в январе 1956 — феврале 1960

## Биография
Член ВКП (б) с 1943 года.
В 1953—1958 годах — 1-й секретарь Макеевского городского комитета КПУ Сталинской области.
До 1961 года — заведующий отделом партийных органов Сталинского областного комитета КПУ.
В 1961 — январе 1963 года — секретарь Полтавского областного комитета КПУ.
В 1970-х годах работал начальником Управления кадров и учебных заведений Министерства энергетики и электрификации Украинской ССР.
Потом — на пенсии в городе Киеве.

## Награды
- орден Трудового Красного Знамени (19.07.1958)
- Почетная грамота Президиума Верховного Совета Украинской ССР